# 孟子 (書)

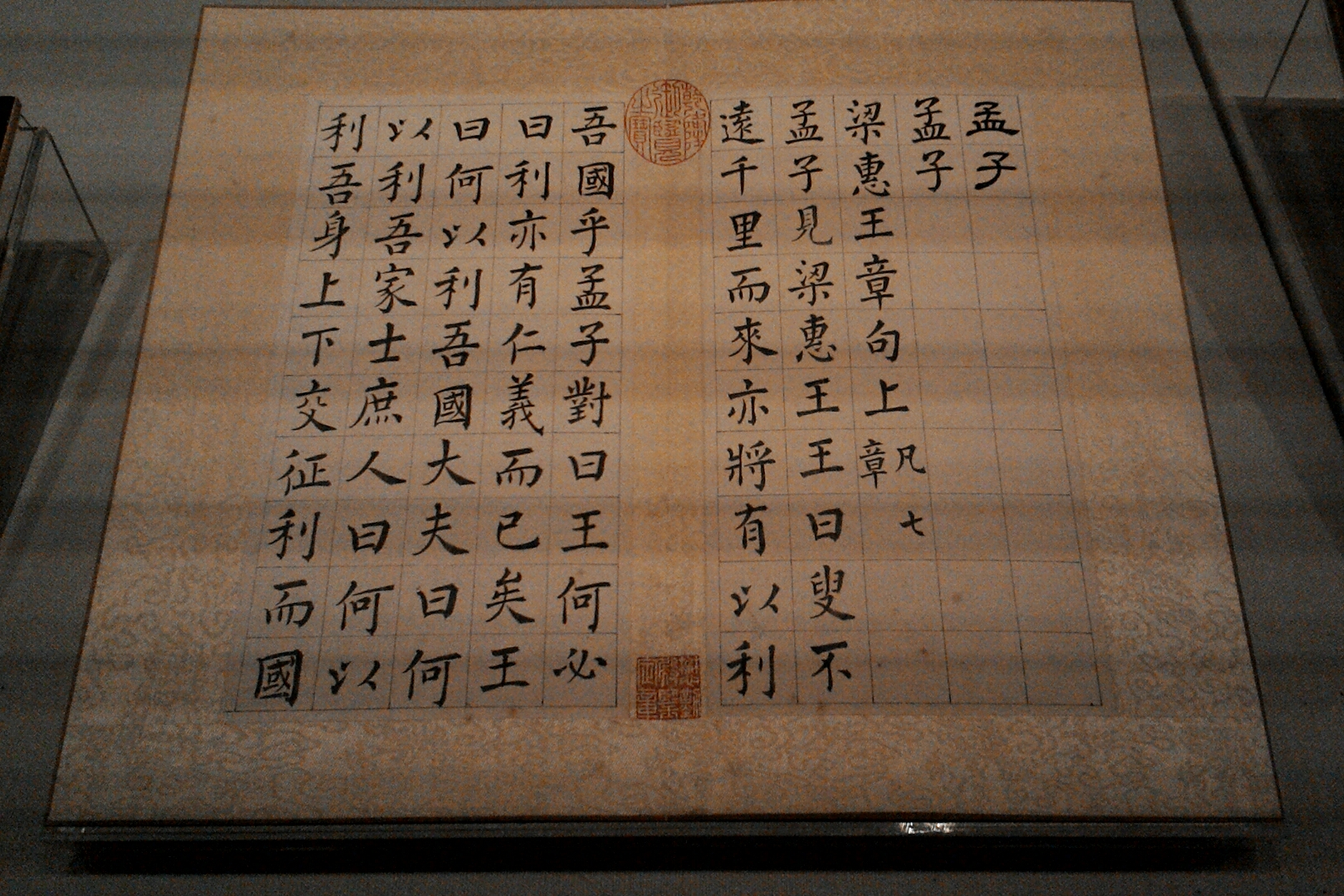
《孟子》，雍正四年（1724年）至乾隆二年（1739年）蔣衡寫本。

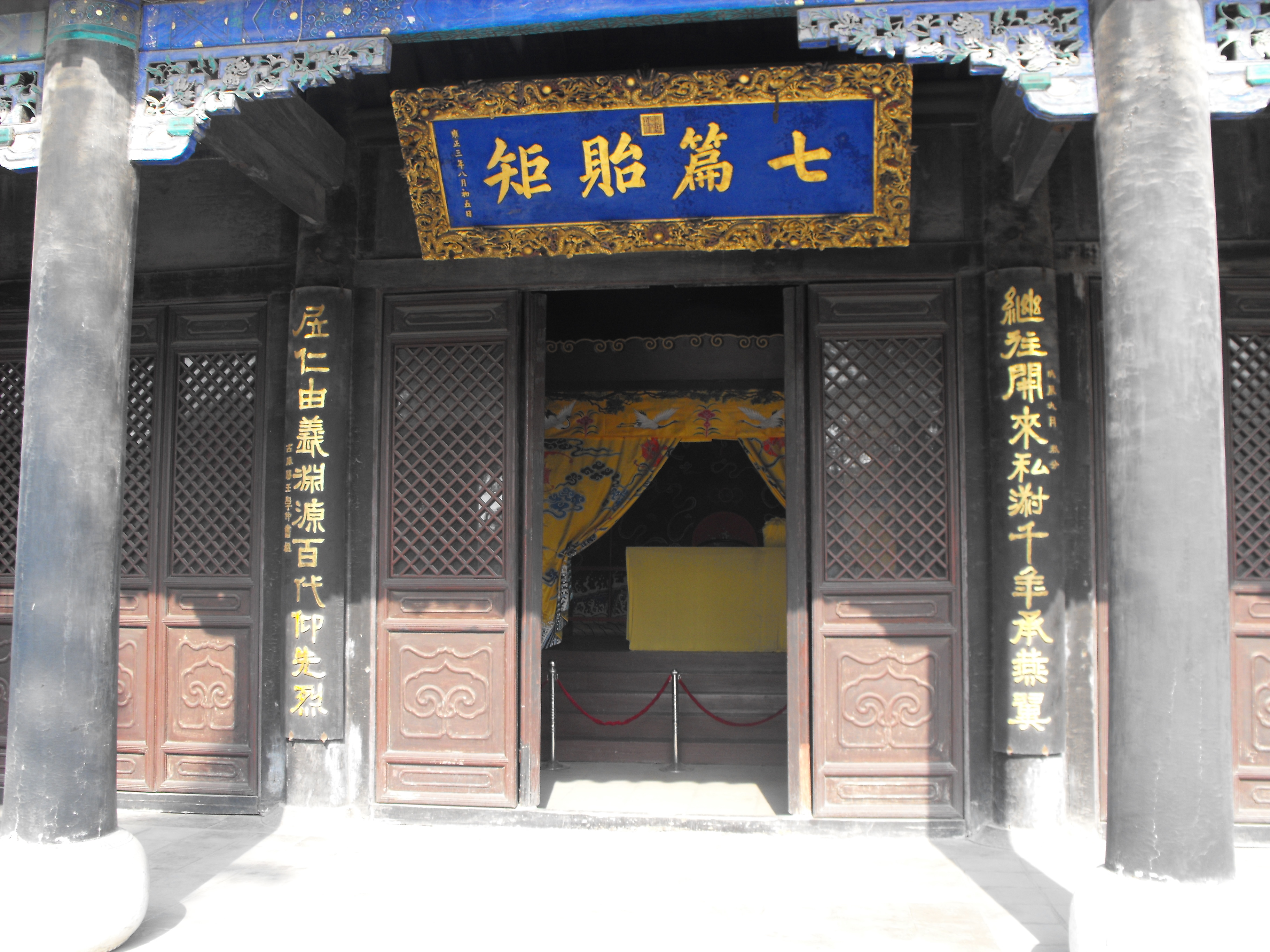
雍正皇帝手书“七篇贻矩”匾，悬挂于邹城孟府大堂，意为孟家后代要以《孟子》七篇作为言行准则和行动规矩

《孟子》是一本记述孟子思想與言行的儒家經書，完成于戰國時代中后期，屬於《十三經》之一。该书詳实地记载了孟子的思想、言论和事迹。注本主要有东汉赵岐《孟子章句》、南宋朱熹《孟子集注》、清焦循《孟子正义》等。

## 成書

### 背景
對於孟子遊歷列國的順序，歷年來有許多不同看法。《史記》記載，孟子遊說齊國的齊宣王、魏國的梁惠王皆未果，於是返回家鄉鄒國著述《孟子》；錢穆認為孟子約在燕昭王即位前後離開齊國，返回鄒國度過晚年，此時已年過七十。近代學者則認為孟子離開齊國後，還去了滕國與魯國，最後才返回鄒國 。
孟子的生存年代屬於戰國時期，列國以合縱連橫的戰爭謀略為主要政策，於是孟子的儒家理念無法得到伸張。《孟子》即為一本闡明《詩經》、《尚書》以及孔子之道，並統整孟子思想的書。

### 作者
《孟子》的作者一般認為包含孟子弟子與再傳弟子，其中萬章與公孫丑兩人應為主要編寫者，咸丘蒙、浩生不害、陳臻等人也有參與，但究竟孟子本人是否參與編寫，則爭議不休。現今學者多認為孟子沒有直接參與，但仍未有定論。
第一種說法認為《孟子》是孟子晚年與弟子萬章等人的作品，最早可見於西漢時司馬遷所著的《史記》，並受到趙岐、應劭 、蘇洵、蘇轍 、朱熹、趙順孫、陳士元 、閻若璩、魏源、錢基博、錢穆等人的贊同。焦循則進一步認為，書中孟子與諸弟子的答問為弟子所輯錄，不含答問的論說部分則為孟子自撰。支持此說的證據如下：
- 《史記》成書於西漢，與孟子生活的年代最近，史料最完備，所以其說法也最可信。
- 《孟子》全書筆勢連貫如鎔鑄而成，不像是多位作者編輯之作[19]，而孟子門生也未必寫作能力如此高明，能寫出如此氣勢雄厚之作[20][21]。
- 若與記述孔子言行的《論語》相比，《孟子》較少紀錄孟子的容顏表情，因為孟子自己即為作者[22]。
- 《論語》之所以不稱《孔子》是因為該書乃由孔子弟子論辯所得；而《孟子》與《荀子》等書皆為本人所著，故以作者之名命名。

第二種說法認為《孟子》是由弟子所記，最早可見於三國時孫吳人姚信所著的《士緯》，並有林慎思 、晁公武 、周廣業、崔述、蔣伯潛等人持相同看法，但日後又可分為書成於孟子死後與孟子生前兩種論點。唐代的韓愈指出《孟子》是在孟子過世後由弟子所著，元代袁俊翁則因書中未見孟子臨終的記載，故認為書成時孟子應仍在世，後者得到梁啟超 、羅根澤 等人認同。支持此說法的證據如下：
- 書中可見許多關於其志向與品性的描述，而不只有勸誡弟子的言詞而已[29]。
- 書中每章的開頭皆為「孟子曰」，且各章皆有「孟子曰」、「孟子對曰」，若為孟子自述則應為「軻曰」、「孟軻曰」，故可以得知皆是由門生所記[30]。
- 書中孟子多以諡號稱呼國君，而這些人未必都比孟子早逝[31]。
- 孟子常以「子」稱呼弟子，此與《論語》中孔子直呼弟子名字不同；且書中關於萬章、公孫丑的問答最多，亦不以「子」稱呼此二人，所以此書應為此二人所主編[32]。
- 朱熹的注本之中，有兩處注解認為該章句是門生記述的遺漏，造成其說法矛盾[33][34]。

## 内容
《孟子》一书为语录体，以答问方式展开，主要论证方法为驳论。其学说出发点为性善论，提出「仁政」、「王道」，主张民本政治。 
据《史记》记载，《孟子》一书共七篇，分別為〈梁惠王〉、〈公孫丑〉、〈滕文公〉、〈離婁〉、〈萬章〉、〈告子〉、〈盡心〉，篇名取自各章開頭的幾個字，沒有特別的含意。東漢赵岐在《孟子章句》中，又将每一篇分为上下两卷，全书共七篇十四卷。

## 風格特色
《孟子》文氣雄健，氣勢磅礡，詞鋒犀利，如決江河而下，浩浩蕩蕩，筆鋒所至，萬物披靡。感情洋溢，愛憎分明，波瀾曲折壯闊，詞采華瞻，有時寬厚弘博，有時輕鬆幽默，明白曉暢，明朗簡潔，流暢疏蕩，極少生僻字詞。
《孟子》長於辯論；邏輯嚴密，善用問答方式的表現方法，逐步深入問題，層次清晰，一問一答穿插變化，製造氣勢，分清層次，突出主題。辯論方法靈活多樣，或開門見山，單刀直入，或虛實莫測，欲擒先縱，處處顯出機敏和智慧；尤善設機巧，引人入彀，不憚反覆，說理詳盡。
《孟子》善用比喻和寓言，使抽象的道理具體化，如「挾泰山以超北海」、「椽木求魚」、「五十步笑百步」。舉例取譬時，又富於幽默，如牽牛過堂、齊人妻妾諸段。《孟子》修辭技巧甚高，善用反問句、對比、排偶句，又善用虛字和語氣詞。

## 
- 《孟子註疏》--東漢趙岐注《孟子章句》；北宋孫奭疏《孟子正義》。十三經注疏之一。
- 《孟子章句》--趙岐
- 《孟子注》--東漢鄭玄
- 《孟子章句》--高诱
- 《孟子注》--刘熙
- 《注孟子》--扬雄
- 《刺孟》--王充
- 《孟子注》--綦母邃
- 《孟子注》--陆善经
- 《孟子音義》--张镒
- 《孟子手音》--丁公
- 《翼孟》--刘轲
- 《續孟子》--林慎思
- 《孟子集注》十四卷--南宋朱熹著《四書章句集注》。

## 地位
《孟子》一书的地位一开始并没有很高，《漢書·藝文志》僅僅把《孟子》放在諸子略中，視為子書。漢文帝把《論語》、《孝經》、《孟子》、《爾雅》各置博士，叫做「傳記博士」。
到五代十国後蜀時，後蜀主孟昶命令人楷書十一經刻石，尽依太和旧本，历时八年才刻成。其中包括了《孟子》，這可能是《孟子》列入經書之始。
后来宋太宗又翻刻了这十一经。到南宋孝宗時，朱熹将《孟子》与《论语》、《大学》、《中庸》合在一起称「四书」，以孟子為孔子道統傳人，并成为「十三经」之一，《孟子》的地位才被推到了高峰。在明清時四書被列為公家科舉取士的教科書，《孟子》也成了讀書人必讀之書。明朝洪武年间，明太祖朱元璋由于不满《孟子》一书中民贵君轻等轻视君权的内容，下令对该书进行删节，并要求科举考试不得涉及被删内容。

## 版本差異
在《孟子·告子下》中有一句「天將降大任於是人也，必先苦其心志，勞其筋骨，餓其體膚......」在後世成為名言。然而，在很多現代華人的記憶中，對此句的印象都是「天將降大任於斯人也」並非「是人也」，但翻查各種古本及收錄這篇文的現代出版物（如教科書），內容都是「是人也」，未發現有「斯人也」的版本。此句被視為一個曼德拉效應的事例。

## 延伸阅读
[在维基数据编辑]
 《孟子 (四部叢刊本)》（ 在维基共享资源阅览影像）
 《孟子》
 《欽定古今圖書集成·理學彙編·經籍典·孟子部》，出自陈梦雷《古今圖書集成》